# Obihiro
Obihiro (帯広市, Obihiro-shi) és una ciutat i municipi de Hokkaido, al Japó. És la capital i ciutat més poblada de la subprefectura de Tokachi. Obihiro és la sisena ciutat amb més població de Hokkaido. A Obihiro es troba l'aeroport de Tokachi-Obihiro i el campament base de la cinquena divisió de l'armada del nord de les Forces d'Autodefensa del Japó.

## Geografia
Kushiro es troba a la subprefectura de Tokachi, de la qual és capital.

## Història
Obihiro es va dir la zona en la qual s'assentà l'explorador japonés Benzo Yoda el maig de 1883 en arribar a Hokkaido.

### Cronologia
- 1883: Benzō Yoda i els seus pioners arriben a Opereperekepu.[1]
- 1886: Els pioners construeixen la primera carretera i dos ponts.
- 1892: Es inaugurada la primera oficina de correus d'Obihiro.
- 1905: S'inaugura el ferrocarril d'Obihiro a Kushiro.
- 1914: S'instal·len les primeres llums elèctriques.
- 1932: S'inaugura l'aeroport de Midorigaoka.
- 1933: Obihiro es convirteix en municipi. El primer alcalde és Moriharu Watanabe.
- 1945: Atacs aeris a la ciutat a la segona guerra mundial.
- 1949: S'inaugura la Universitat d'Agricultura i Medicina Veterinària d'Obihiro.
- 1954: L'Emperador Showa visita Obihiro.
- 1960: S'inaugura el col·legi de primària Ōtani.
- 1966: S'inaugura l'estació d'Obihiro.
- 1991: S'inaugura el museu d'Art d'Obihiro.
- 1993: La població arriba a 170.000 habitants.
- 1996: El gran pont de Tokachi es construït.

## Política

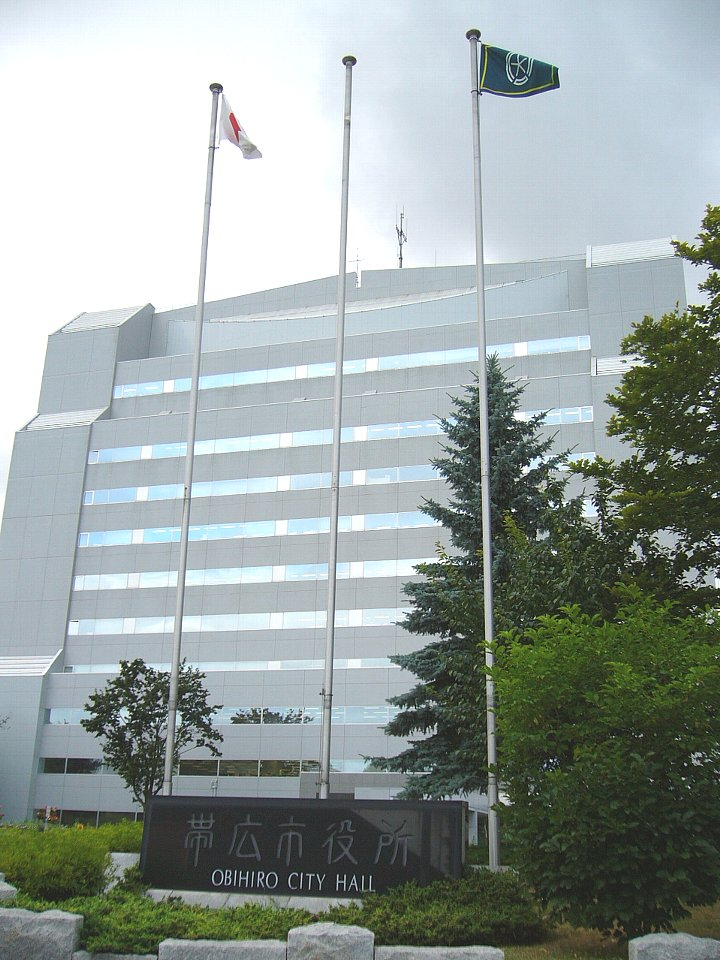
Edifici de l'ajuntament d'Obihiro

### Assemblea municipal
La composició del ple municipal d'Obihiro és la següent:
| Partit | Partit                                     | Partit  | Regidors |
| ------ | ------------------------------------------ | ------- | -------- |
|        | Grup Ciutadà                               | PLD-Ind | 11 / 29  |
|        | Constitucionals Democràtics-Unió Ciutadana | PDC     | 5 / 29   |
|        | Kōmeitō                                    | KMT     | 4 / 29   |
|        | Partit Comunista del Japó                  | PCJ     | 3 / 29   |
|        | Independents                               |         | 6 / 29   |
|        | Escons vacants                             |         | 0 / 29   |

### Alcaldes
En aquesta taula només es reflecteixen els alcaldes democràtics, és a dir, des de l'any 1947.
| Període   | Alcalde            | Partit |
| --------- | ------------------ | ------ |
| 1947-1955 | Kametarō Satō      | Ind.   |
| 1955-1974 | Hiroshi Yoshimura  | Ind.   |
| 1974-1990 | Kengo Tamoto       | Ind.   |
| 1990-1998 | Mikio Takahashi    | Ind.   |
| 1998-2010 | Toshifumi Sunagawa | Ind.   |
| 2010-     | Norihisa Yonezawa  | Ind.   |

## Demografia
Obihiro, en comparació amb altres ciutats de Hokkaido o inclús del Japó, s'ha mantingut demogràficament estable. Tot i això, a la segona meitat de la dècada dels 2000 va baixar dels 170.000 habitants i ara es troba vora els 169.000. L'any 1945, del primer que es tenen registres (Obihiro és municipi des de la dècada dels 1930), Obihiro tenia 61.912 habitants, la quantita dels quals va anar pujant gràcies a la indústria i l'agricultura de la zona.
| 1950   | 1960    | 1970    | 1980    | 1990    | 2000    | 2015    |
| ------ | ------- | ------- | ------- | ------- | ------- | ------- |
| 67.552 | 100.915 | 131.568 | 153.861 | 167.384 | 173.030 | 169.327 |

## Transport
- Aeroport de Tokachi-Obihiro: Des de l'any 1981 a Kushiro es troba un aeroport que serveix a la ciutat i a tota la subprefectura. Actualment a l'aeroport operen dues aerolínies (JAL i Air Do) que volen a destins nacionals com Tòquio i Nagoya.
- JR Hokkaidō: Per l'estació d'Obihiro passa la línia de la companyia de ferrocarrils de Hokkaido: la Línia Principal Nemuro.

## Ciutats agermanades
- Seward, Alaska, EUA (1968)
- Chaoyang, Liaoning, República Popular de la Xina (2000)
- Madison, Wisconsin, EUA (2006)